# Pintura enconchada

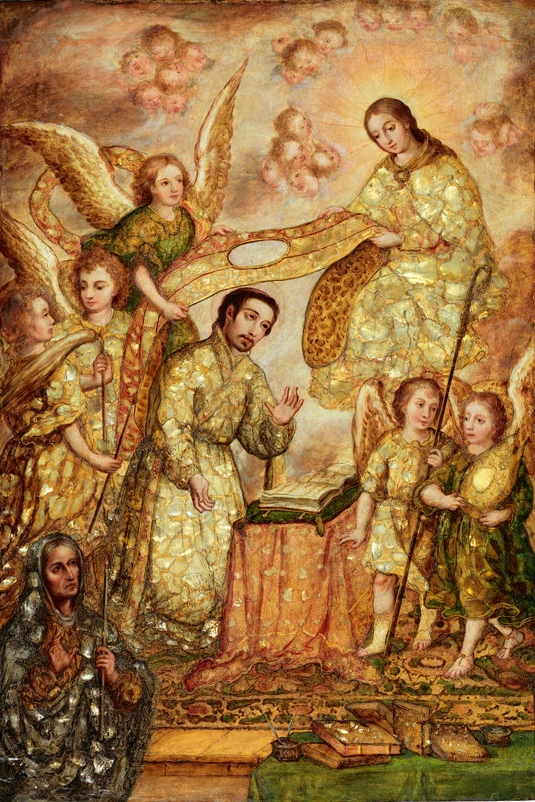
La imposición de la Casulla a San Ildefonso, Nicolás Correa, LACMA, Los Ángeles.

La Pintura enconchada (también conocida como Enconchado) es una técnica artística mixta basada en incrustaciones de nácar y pintura al óleo empleada en el Virreinato de la Nueva España durante los siglos XVII y XVIII para representar temas religiosos e históricos.

## Historia
La consolidación de las Islas Filipinas como parte del Imperio Español dio lugar a una nueva ruta comercial transpacífica entre Asia y América que conectaba Manila con Acapulco y otros puertos de la Nueva España. La llegada de muebles y otras obras de artes aplicadas de manufactura asiática, principalmente de China y Japón, mediante el Galeón de Manila y las embajadas japonesas de 1610 y 1615, supusieron el nacimiento de una nueva sensibilidad artística en el México virreinal, reflejada en el gusto por los biombos, las tallas de marfil, las porcelanas y las taraceas de nácar.
Nueva España fue uno de los principales destinos del arte namban japonés, recibiendo objetos de madera decorados combinando laca natural, incrustaciones de nácar y detalles dorados; principalmente piezas de mobiliario, como arcones o cofres, y objetos para el culto religioso como atriles, trípticos o altares portátiles.
La conexión entre el arte namban y los enconchados se aprecia en los marcos de estos últimos. Los marcos de las pinturas enconchadas replican los diseños basados en aves, plantas, frutos y flores utilizados en Japón para decorar los objetos del arte namban. No obstante, la coincidencia se limita a los motivos, ya que las técnicas empleadas son diferentes.
La influencia asiática reflejada en los marcos y el creciente interés de la sociedad novohispana por los productos elaborados empleando “conchas”, ha llevado a los estudiosos a considerar que el arte namban pudo ser determinante para que artistas de la Ciudad de México decidieran experimentar con el uso del nácar y el óleo hasta conseguir desarrollar una nueva técnica mixta de pintura, que permitió representar imágenes cristianas y escenas de las tradiciones occidental y local de una forma nunca antes vista.
La pintura enconchada resulta singular no sólo por su naturaleza híbrida sino porque su elaboración se limitó a los siglos XVII y XVIII, dejando de producirse en torno a 1750.

## Técnica
A diferencia del arte namban, en la realización de las pinturas enconchadas no se utilizaban lacas, aunque en la Nueva España eran conocidas diversas técnicas prehispánicas de lacado.
El peso del nácar exigió que se utilizaran como soporte tablas de madera, que en ocasiones fueron enteladas en lino. Sobre la tabla se aplicaba una fina capa de yeso y se dibujaba la escena a representar. A continuación, se adherían las piezas de nácar empleando cola animal. La pintura al óleo se aplicaba en finas veladuras y transparencias que permitían no opacar la iridiscencia del nácar. Habitualmente, los bordes de las figuras eran resaltados en negro o dorado. Antes de finalizar el proceso, solía aplicarse una gruesa capa de barniz al conjunto. En ciertos casos, se ha detectado presencia de polvo de oro en barnices y pigmentos.
Esta misma técnica también se aplicó a la decoración de los marcos, que fueron realizados por los mismos autores de las pinturas.

## Autores
Se estima que se conservan alrededor de 250 pinturas enconchadas, repartidas principalmente entre América y España. Cerca de un tercio están firmadas por los pintores Juan y Miguel González, destacando sus dos extensas series (cada una con 24 tablas) que representan la conquista de México-Tenochtitlan y se custodian respectivamente en el Museo de América en Madrid y en el Museo Nacional de Bellas Artes en Buenos Aires.
Los restantes autores conocidos tienen escasa obra documentada. De Nicolás Correa, sobrino del reputado pintor afrodescendiente Juan Correa y creador relevante por la calidad de sus trabajos, se conservan únicamente tres obras firmadas. Mismo número de enconchados con firma que existen de Nicolás del Pino. Mientras que Pedro López Calderón y Rodulpho sólo tienen una obra reconocida respectivamente.
Un importante número de obras se encuentran sin firmar y su autoría sigue siendo desconocida.

## Obras destacadas

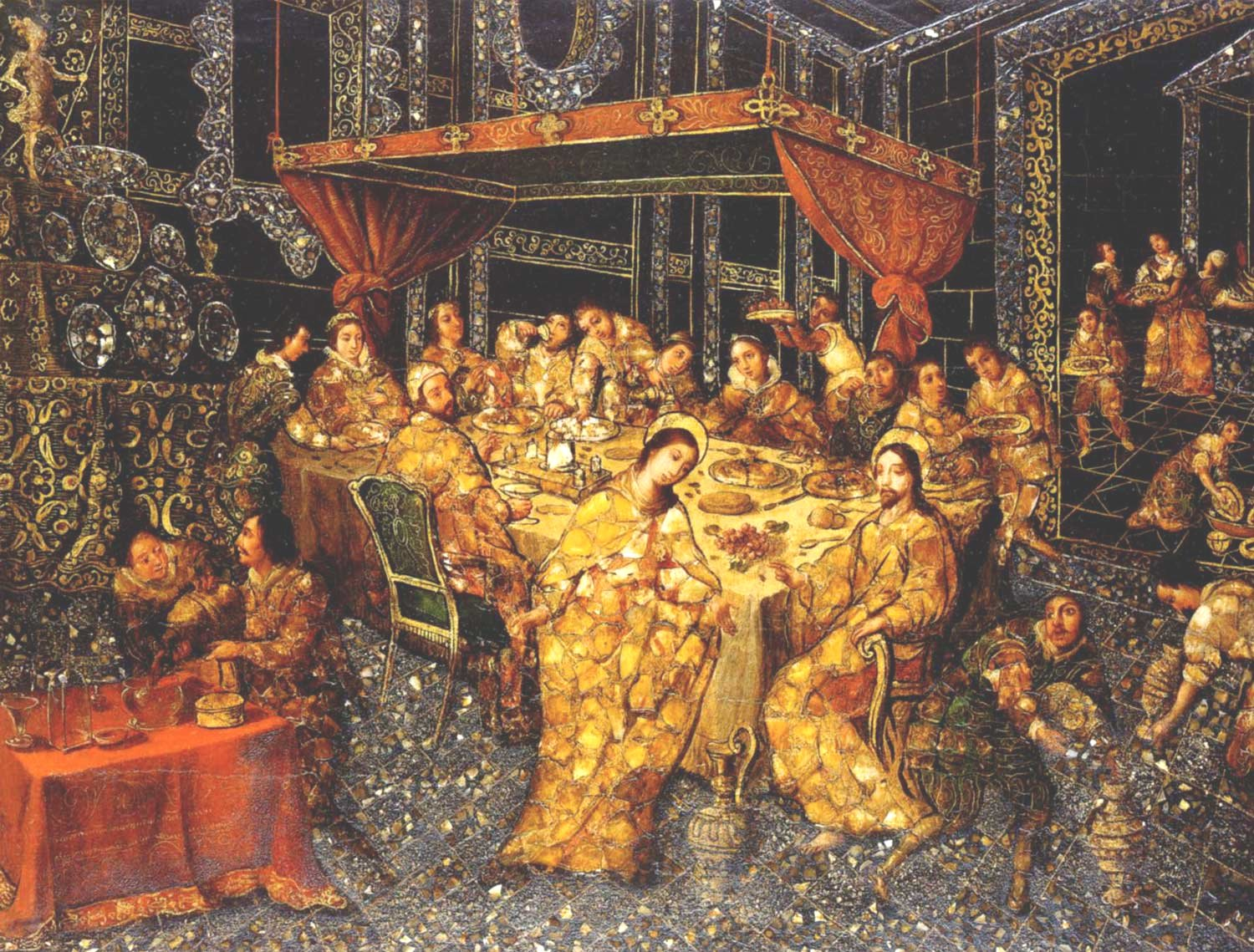
Las bodas de Caná, Nicolás Correa, Hispanic Society of America, Nueva York.
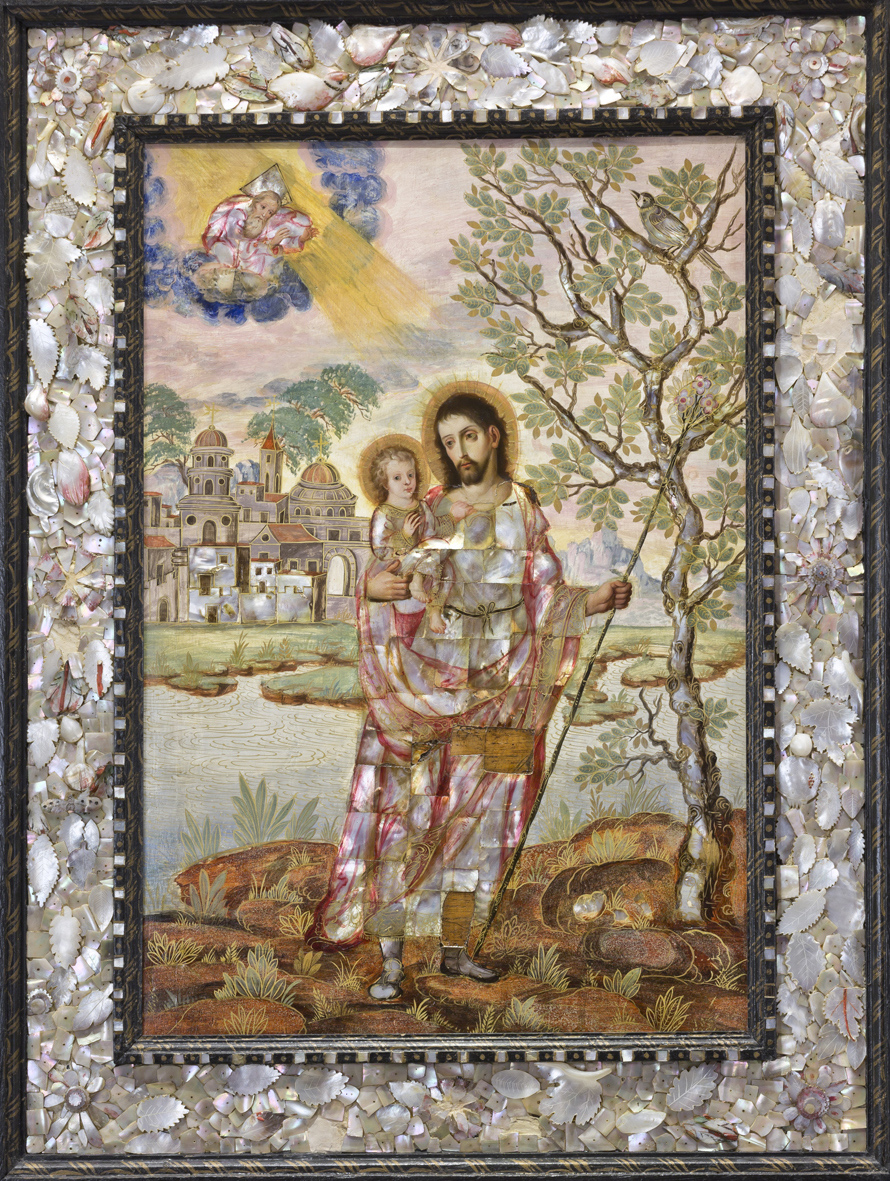
San José con el Niño Jesús, autoría desconocida, Monasterio de las Descalzas Reales, Madrid.
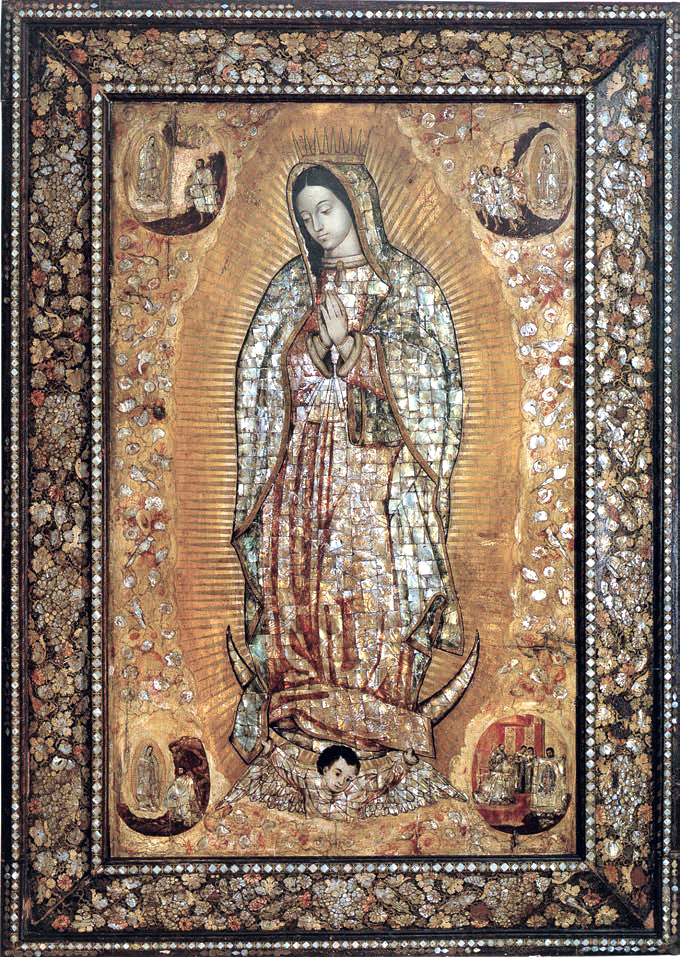
Virgen de Guadalupe, autoría desconocida, Real Convento de la Preciosísima Sangre, Castellón de la Plana.
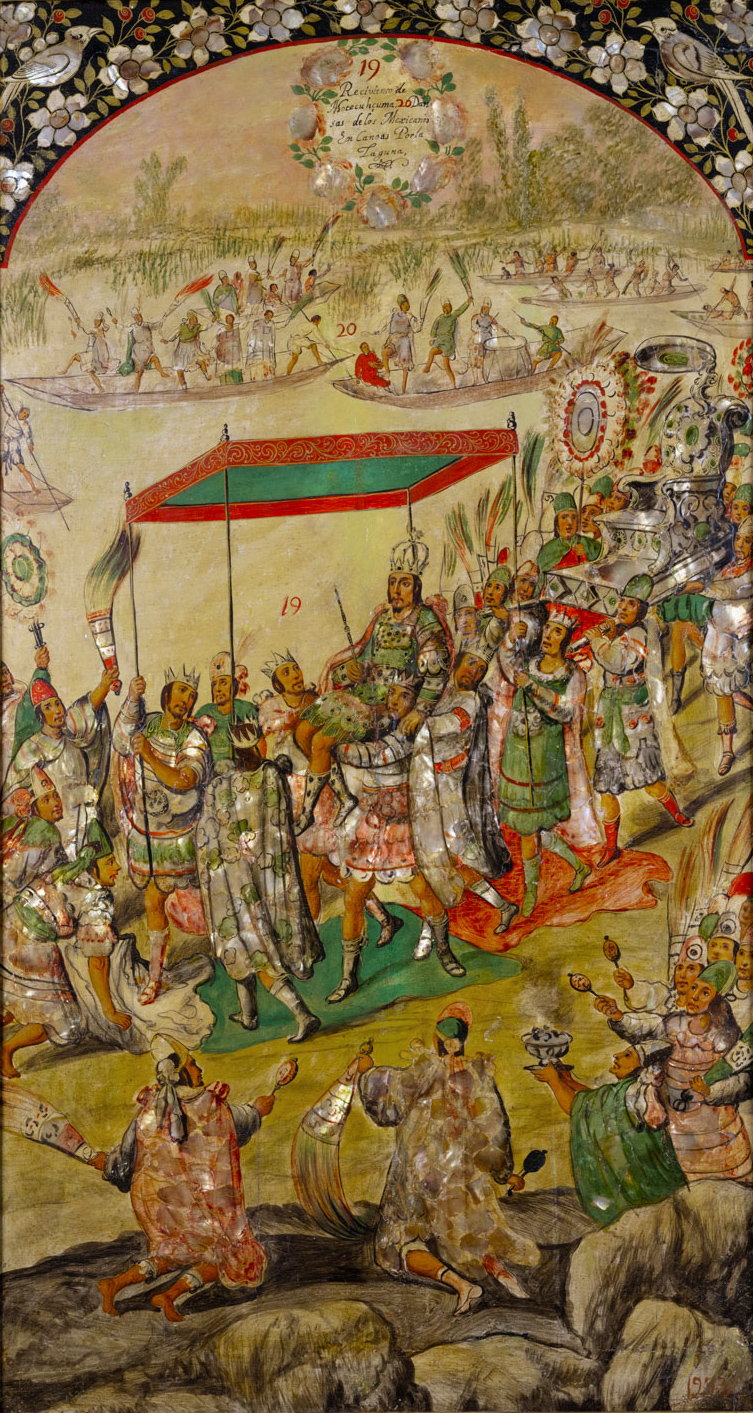
Recibimiento de Moctezuma (Serie de la Conquista de México-Tenochtitlan), Miguel y Juan González, Museo de América, Madrid.
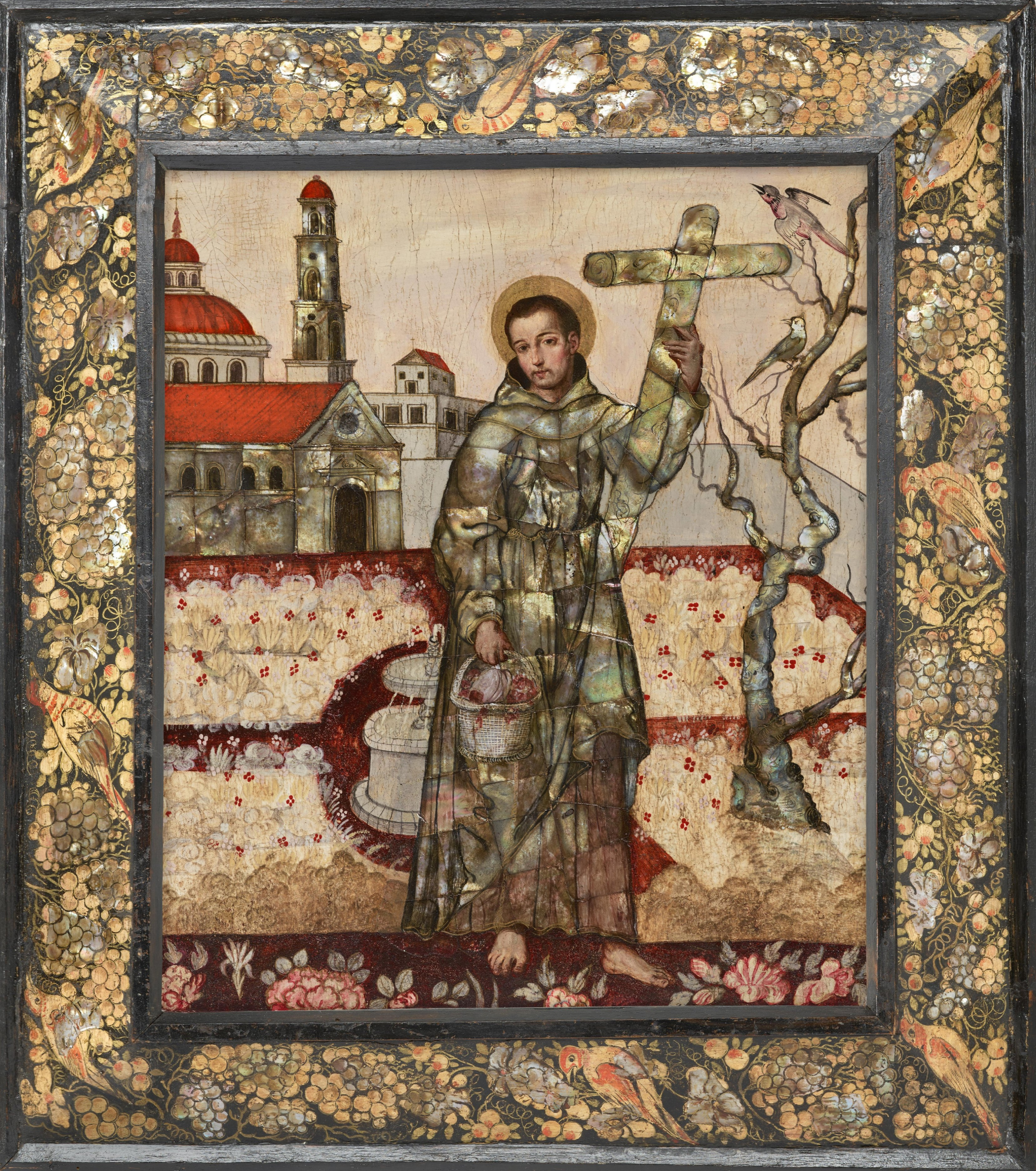
San Diego de Alcalá, autoría desconocida, Philadelphia Museum of Art, Filadelfia.
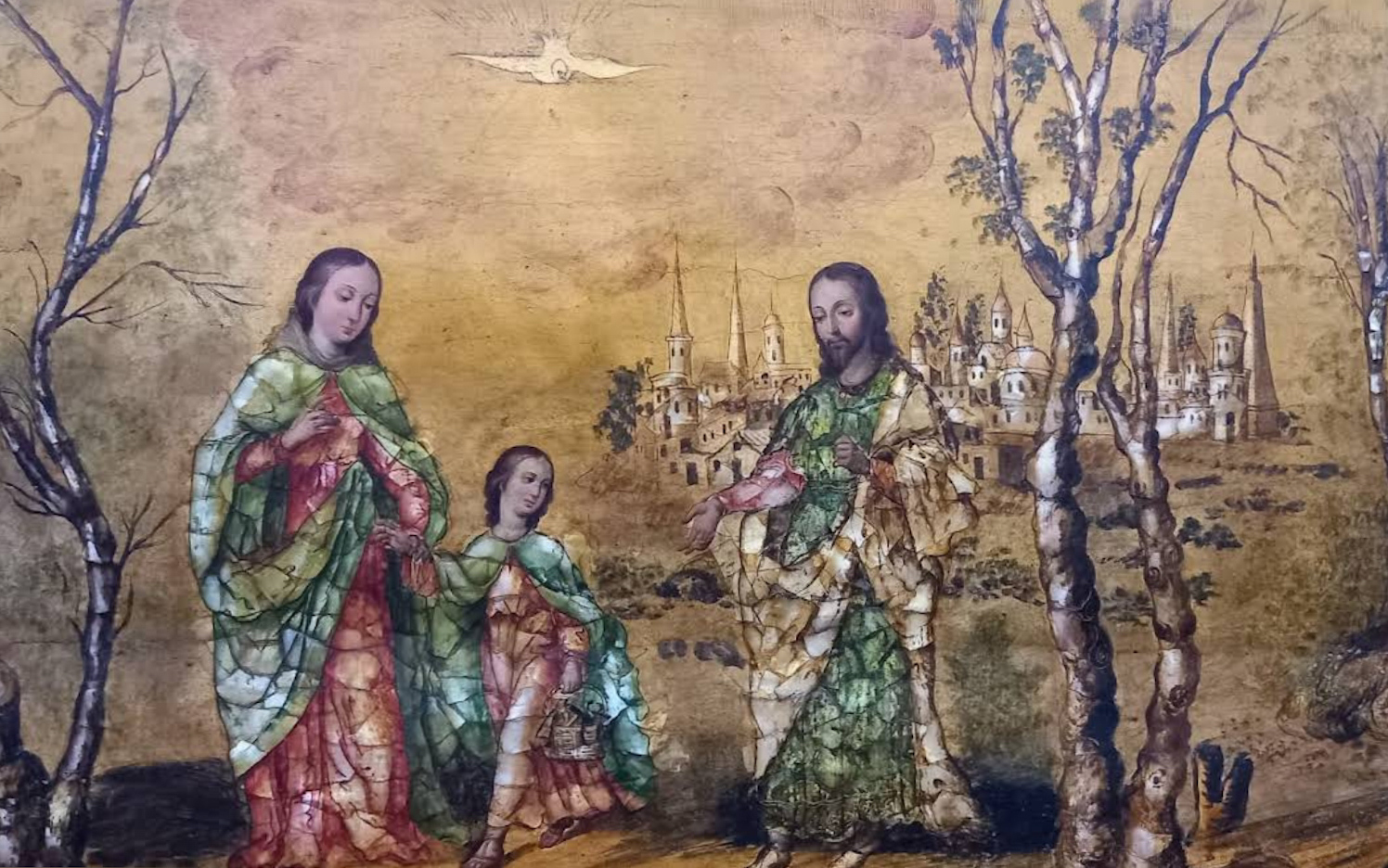
El retorno de la Sagrada Familia de Egipto, Miguel González, Colección Banamex, Ciudad de México.